# Anna-Lena Strindlund
Anna-Lena Strindlund, född 21 juni 1971 i Högalid i Södermanland, Stockholms län, är en svensk skådespelerska.

## Utbildningar
- Södra Latins Teaterskola (1988–1990).
- Kulturama i Stockholm.
- Dell'Arte School of Physical Theatre i Kalifornien i USA.

## Medverkat i
- 1992 – Byhåla 2: Tillbaka till Fårrden (TV-serie), avsnitt 2 och 3.
- 1995–1998 – Djävla Ängel (pjäs)
- 1996 – Tratten och Finkel (TV-serie)
- 1998 – Skilda världar (TV-serie)
- 2002 – Smådeckarna (film)
- 2004 – Mongolpiparen (film)
- 2005 – Tre systrar (pjäs)
- 2006 – Wallander – Luftslottet (film)
- 2006 – Varannan vecka (film)
- 2006 – Tre systrar (pjäs)
- 2007 – Rasmus på luffen (pjäs)
- 2008 – Vägen hem (film)